# كلاب المستودع
كلاب مستودع (بالإنجليزية: Reservoir Dogs) هو فيلم جريمة تم إنتاجه في الولايات المتحدة وصدر في سنة 1992. الفيلم من إخراج وكتابة كوينتن تارانتينو.

## بطولة
- هارفي كيتل
- تيم روث
- كريس بن
- ستيف بوسيمي
- لورانس تيرني
- كوينتين تارانتينو

## القصة
يتم تعيين ستة مجرمين، غرباء عن بعضهم البعض، من قبل رئيسهم جو كابوت المجرم البارع، لتنفيذ عملية سطو على إحدى محلات المجوهرات لسرقة ماس، يعجب كابوت باللص الجديد «مستر أورانج» (تيم روث) ويبدأ بتعليمه أصول احترافية المهنة. أما «مستر بينك» (ستيف بوسكيمي) فهو ذو شخصية انعزالية مهووس بالاحترافية، أما عن «مستر بلوند» (مايكل ماديسن) قد خرج لتوه من السجن بعد أن تحمل عاقبة مشاركته في عملية سطو سابقة مع كابوت، وتبدأ المفاجأت حينما يفقد «مستر بلوند» صوابه أثناء السطو، وبالوصول المفاجئ للشرطة، مما يشك «مستر بينك» أنه لابد من أن هناك شرطي متخف في فريقه،

## الميزانية والإيرادات
بلغت تكلفة إنتاج الفيلم حوالي 1,200,000 دولار بينما حقق أرباحا تقدر بـ 2,832,029 دولار.

## وصلات خارجية
- كلاب المستودع على موقع IMDb (الإنجليزية)
- كلاب المستودع على موقع ميتاكريتيك (الإنجليزية)
- كلاب المستودع على موقع الموسوعة البريطانية (الإنجليزية)
- كلاب المستودع على موقع روتن توميتوز (الإنجليزية)
- كلاب المستودع على موقع نتفليكس (الإنجليزية)
- كلاب المستودع على موقع قاعدة بيانات الأفلام العربية
- كلاب المستودع على موقع ألو سيني (الفرنسية)
- كلاب المستودع على موقع Turner Classic Movies (الإنجليزية)
- كلاب المستودع على موقع أول موفي (الإنجليزية)
- كلاب المستودع على موقع بوكس أوفيس موجو (الإنجليزية)

1. 1 2 3  وصلة مرجع: http://www.imdb.com/title/tt0105236/fullcredits.